# Đảo Arran
Arran hay đảo Arran (tiếng Gaelic Scotland: Eilean Arainn) là hòn đảo lớn nhất trong Firth Clyde, Scotland, và với diện tích 432 km2 (167 dặm vuông) là hòn đảo lớn thứ 7 của Scotland. Đảo thuộc khu vực hội đồng nhất thể của Bắc Ayrshire và theo điều tra dân số năm 2001 đảo có dân số thường trú của 5.058 người. Mặc dù thường liên kết với Hebrides, mà nó chia sẻ nhiều điểm tương đồng về văn hóa và tự nhiên, đảo Hebrides lại nằm ở phía bắc và phía tây ngoài Kintyre. Đảo Arran có địa hình đồi núi và đã được mô tả là "thiên đường địa chất học".
Đảo đã có cư trú liên tục từ đầu thời kỳ đồ đá mới, vẫn còn rất nhiều di vật thời tiền sử. Từ thế kỷ thứ 6 dân tộc nói tiếng Goidelic từ Ireland đã chiếm đảo làm thuộc địa và đảo và nó đã trở thành một trung tâm của hoạt động tôn giáo. Trong thời đại Viking gặp khó khăn, Arran trở thành tài sản của hoàng gia Na Uy trước khi trở thành chính thức bị thôn tín bởi vương quốc của Scotland vào thế kỷ thứ mười ba. Thế kỷ 19 chứng kiến sự giảm sút đáng kể trong dân số và kết thúc của tiếng và lối sống Gaelic.
Kinh tế và dân số đã phục hồi trong những năm gần đây, ngành nghề chính của dân trên đảo là du lịch. Đảo có sự đa dạng của động vật hoang dã, trong đó có ba loài cây đặc hữu của khu vực.